# Emma Luttenauer
Emma Solange Irène Luttenauer (ur. 18 kwietnia 2000) – francuska zapaśniczka walcząca w stylu wolnym. 
Piąta na mistrzostwach Europy w 2025. Srebrna medalistka MŚ wojskowych w 2025. Piąta na igrzyskach śródziemnomorskich w 2022. Wygrała igrzyska frankofońskie w 2023. 
Trzecia na MŚ U-23 w 2023. Mistrzyni Europy U-23 w 2022 i 2023 roku.
Druga na mistrzostwach Francji w 2019 i 2022; trzecia w 2018, 2020 i 2021 roku.